# Saatzucht Steinach
Die Saatzucht Steinach ist ein deutsches Landwirtschaftsunternehmen. Der Saatgut-Hersteller hat sich auf die Zucht von Nutzgrassorten spezialisiert. Das Unternehmen hat seinen Stamm- und Hauptsitz in Steinach in Niederbayern, wo es sogar farblich im Gemeindewappen repräsentiert wird.

## Firmengeschichte
Carl August von Schmieder (1867–1941), der spätere Firmengründer, kaufte 1901 das Schloss Steinach. Für die Versorgung seines dortigen Gestüts mit dem besten Futtergras begannen seine Mitarbeiter ab 1904 damit, „Ökotypen“ zu sammeln und zu züchten. Unter dem Gutsverwalter Ludwig Niggl nahm die deutsche „Grünlandbewegung“ ihren Anfang, mit dem Ziel der Verbesserung von Wiesen und Weiden in Deutschland, deren schlechter Zustand beklagt worden war. Am 19. November 1919 wurde ein erster Grünland-Verein gegründet, weitere Vereine im ganzen Reich folgten. Vor diesem Hintergrund entstand 1920 die Saatzucht Steinach, die zunächst Grassamen von Rotschwingel, Wiesenschwingel und Wiesen-Goldhafer vertrieb. Neben Gräsern wurden auch Kreuzblütler-Sorten als Futtermittel gezüchtet.
1941 übernahm Max von Schmieder (1908–1999) den Betrieb; er hatte bis 1933 Agrarwissenschaften und Agrikulturchemie studiert und war im „Dritten Reich“ Leiter einer „Beratungsstelle für Futterpflanzensämereien“. In der Nachkriegszeit begann in Steinach die Forschung zu idealen Rasenpflanzen: Bis dahin bestand „Rasen“ bloß aus Futtergräsern, die auf nacktem Erdboden verstreut wurden und dann kultiviert werden mussten. 1955 wurde in dem Betrieb mit der Rotschwingel-Sorte Rasengold, die aus Wildgräsern gekreuzt wurde, die erste deutsche Rasensorte geschaffen; 1965 wurde diese Zucht unter Sortenschutz gestellt. Als weitere sehr erfolgreiche Markensorten, die im Haus gezüchtet und seither vermarktet werden, folgten Supra (ein Läger-Rispengras, ab 1974) und Loretta (ein Lolch, seit 1975).
1988 wechselte die Geschäftsführung des Familienbetriebs erneut, als die Familie Kronseder (Inhaber der Krones AG) den Betrieb übernahm. Nach Investitionen in das Gut folgte der Erwerb konkurrierender Zuchtbetriebe in Mecklenburg-Vorpommern: Saatzucht Bornhof (1992), Gut Ballin (2000) sowie die Agrarbetriebe Burg Stargard (2007); diese neu erworbenen Güter machen den Großteil der knapp 7000 Hektar Produktionsfläche des Saatzuchtunternehmens aus. Steinach ist heute der kleinste Standort.

## Sorten und Zuchtmethoden
Weitere Markensorten der Saatzucht Steinach sind: Lato (Wiesen-Rispengras, seit 1989); Arone (Glatthafer, seit 1992); Lorettanova (Deutsches Weidelgras, seit 1996); Silk (Horstrotschwingel), Aberavon (Weidelgras mit gesteigertem Zuckergehalt, seit 2005), Gersimi (Welsches Weidelgras, seit 2008), Serafina (erstes tetraploides Weidelgras, seit 2011) sowie verschiedene Futtermittel, etwa Luzerne-, Klee- und Bohnensorten.
Zur Zucht werden Rasenversuchsfelder mitten in hoch stehendem Roggen angelegt, sodass Rasenpollen keine Nachbarfelder kontaminieren können.
2001 hatte das Unternehmen etwa 70 Mitarbeiter und galt als führender von insgesamt drei Gräserzuchtbetrieben in Deutschland. Das Steinacher Zuchtprogramm meldete zu dieser Zeit im Schnitt ein bis zwei Rasensorten pro Jahr an: Neue Handelssorten durchliefen ein Programm von etwa fünfzehn Jahren Zucht und anschließender Sortenprüfung beim Bundessortenamt.